# شهرستان یایسکی
شهرستان یایسکی (به لاتین: Yaysky District) یک شهرستان در روسیه است که در استان کمروو واقع شده‌است.